# Leichenwetter
Leichenwetter ist eine 1996 gegründete Musikgruppe aus Iserlohn, die Gedichte verstorbener deutscher Lyriker im Stile der Neuen Deutschen Härte und des Gothic Metals vertont.

## Geschichte
Leichenwetter wurde 1996 von den beiden Musikern Dawe Gitarre und Numen Gesang mit dem Anliegen gegründet, Texte verstorbener deutscher Dichter auf unkonventionelle Weise zu vertonen und so wieder lebendig zu machen. Beide spielten vorher schon bei der Band Le Cri Du Mort zusammen.
Sie veröffentlichten 1998 die CD Nachtwerke und waren in der Folgezeit auf mehreren Samplern vertreten.
Im März 1999 komplettierten „Rudiator“ (Keyboard bis 2008), „Al-Yo-Shér“ (Gitarre bis 2003), „Sir Pent“ (E-Bass bis 2000) und „Wahnfried“ (Schlagzeug bis 2000) die Besetzung der Gruppe, um Leichenwetter auch Bühnenauftritte jenseits von Studioaufnahmen zu ermöglichen.
2001 folgte eine EP mit dem Titel Schönheit ist rauh, deren Perkussionparts bereits mit dem neuen Schlagzeuger „RaweN“ eingespielt worden waren. Im gleichen Jahr erschien das Album Urworte, bei dessen Veröffentlichungsprozess auch der Gitarrist „Al-Yo-Shér“ die Band verließ. Bei nachfolgenden Konzerten trat Leichenwetter in einer Besetzung ohne zweite Gitarre auf.
Die offizielle Diskografie beginnt im Jahr 2005 mit dem Plattenvertrag, als sie Letzte Worte bei Metal Axe Records (Vertrieb: Point Music) veröffentlichen, auf dem die Tradition der Vertonung von Gedichten fortgeführt und älteres Songmaterial teilweise neu aufgelegt wird.
Im Januar 2007 erschien bei Metal Axe Records das Nachfolgealbum Klage mit neuen Gedichtvertonungen verstorbener deutschsprachiger Dichter. Im Oktober 2008 stieß der ehemalige Phantoms of Future-Keyboarder „der Voigt“ zur Gruppe, nachdem Keyboarder „Rudiator“ nach neun Jahren die Band aus privaten Gründen verließ. „Der Voigt“ ist bei Leichenwetter-Konzerten nicht auf der Bühne zu sehen, da er es nicht mag im Rampenlicht zu stehen.
Im Mai des Jahres 2009 stieg Cpt .Loft (bis dahin Bassist der Band) aus, da es ihm aufgrund beruflicher Veränderung nicht möglich war an der Band teilzunehmen. Von Juli 2009 an übernahm Doc Bawin den Bass, welcher die Band aber schon im August 2010 wegen interner Differenzen wieder verließ.
Seit Anfang Oktober 2010 wird der Bass von Lord Hur bedient. Neben "Leichenwetter" ist Lord Hur auch bei der Band "Acrid Tones" aktiv.
Am 15. Oktober 2010 erschien das neue Album Legende beim Label Echozone. Im Zuge der Veröffentlichung von Legende legten Leichenwetter auch endgültig ihre Masken ab, die über zehn Jahre fester Bestandteil ihres Konzeptes waren.
Im Mai 2011 erschienen die CD Zeitmaschine und die DVD Zeitreise zum 15-jährigen Jubiläum der Band. Zeitreise enthält Neuaufnahmen von ausgewählten älteren Songs der Band. Die DVD enthält ein Live-Konzert.

## Stil

### Musik
Ein auffälliges Merkmal von Leichenwetter ist der kräftige, melodiöse Gesang des musicalerfahrenen Sängers Numen, der neben den sonst recht düster-kräftigen Tönen heraussticht. Musikalisch wird auf eine Kombination von genretypischen Heavy-Metal-Gitarrenfiguren und electrolastigen Synthesizer-Sequenzen gesetzt. Seit Ende 2008 verwenden Leichenwetter auch verstärkt orchestrale Klänge. Leichenwetter selber sehen sich nach eigenen Aussagen nicht unbedingt als Vertreter der neuen deutschen Härte.

### Texte
Adaptierte Gedichte 
- Ernst Moritz Arndt – Abendlied
- Gottfried Benn – Requiem
- Clemens Brentano – O Schweig; Schwanenlied
- Gottfried August Bürger – Schwanenlied
- Richard Dehmel – Himmelfahrt
- Annette von Droste-Hülshoff – Letzte Worte
- Joseph Freiherr von Eichendorff – Mondnacht; Betörung
- Johann Wolfgang von Goethe – Gesang der Geister über den Wassern; Grenzen der Menschheit; Der Erlkönig
- Yvan Goll – Feuerharfe, Beschwörung
- Andreas Gryphius – Menschliches Elende
- Albrecht Haushofer – Mutter
- Christian Friedrich Hebbel – Requiem
- Heinrich Heine – Altes Lied; Die schlesischen Weber
- Johann Gottfried von Herder – Erlkönig; Verklärung
- Hermann Hesse – An einem Grabe; Im Nebel; Traurigkeit; Verführer
- Georg Heym – Ophelia; Und die Hörner des Sommers verstummten
- Gottfried Keller – Die Zeit geht nicht
- Else Lasker-Schüler – Nur dich; Senna Hoy; Weltende
- Conrad Ferdinand Meyer – Chor der Toten
- Friedrich Nietzsche – Ecce Homo
- Friedrich Schiller – Sehnsucht
- Ernst Stadler – Anrede
- Theodor Storm – Einer Toten
- Georg Trakl – Klage; Allerseelen; Herbstseele
- Franz Werfel – Dort und hier
- traditionell – Schnitterlied

 Coverversionen 
- Nino de Angelo – Jenseits von Eden
- Falco – Out of the Dark

## Diskografie

### Alben
- 1998: Nachtwerke (CDR/MC; Eigenvertrieb)
- 2003: Urworte (CD/CDR; Roots Records / Right Tempo)
- 2004: Letzte Worte (CD; Metal Axe Records)
- 2007: Klage (CD; Metal Axe Records)
- 2010: Legende (CD; Echozone / Bob Media)
- 2011: Zeitmaschine (CD; Echozone / Bob Media)

### Konzertalben
- 2011: Zeitreise (CDR+DVD-R; Echozone / Bob Media)

### EPs
- 2000: Altes Leid (CDR; Eigenvertrieb)
- 2001: Schönheit ist rauh (CD; Eigenvertrieb)
- 2012: Himmelfahrt (12"; Echozone / Bob Media)

### Gastbeiträge
- 2013: Voodoma – The Wicked Truth (EP; Lied: Sin to Sin)

### Beiträge auf Samplern
- 1998: Vanitas Musica Mortui Compilation II (Lied: Ophelia)
- 2001: Wellenbrecher II (Lied: Sauerland)
- 2004: Roots-Records Vol. 1
- 2005: Roots-Records Vol. 2
- 2005: Rock It (Beilage der Musikzeitschrift)
- 2007: Gothic Spirits – Sonnenfinsternis 2
- 2008: Songs for Mercy (Lied: Altes Lied)
- 2010: Zillo 04/2010 (Lied: O Schweig)
- 2010: Schwarze Welle (Lied: O Schweig)
- 2010: Dark Allure
- 2010: Nachtaktiv
- 2010: Plasmatic Mutation (Lied: Romanze Zur Nacht )
- 2010: Gothic Visions II (Lied: Betörung)
- 2010: Klangrausch
- 2011: Nachtaktiv
- 2011: Gesangbuch
- 2011: Gothic Spirits – Sonnenfinsternis 5
- 2011: Gothic Visions III (Lied: Chor Der Toten (Live))
- 2013: Gothic Visions IV (Lied: Die Zeit geht nicht (feat. Nina/Live))
- 2016: Dark Dreams (Lied: Romanze Zur Nacht)

## Musikvideos
- 2013: Sin to Sin (mit Voodooma; Regie: Michael Hollenberg)
- 2018: Himmelfahrt (Regie: Patrick Wodstrcil)